# Med dej vill jag leva
Med dej vill jag leva är ett album från 1992 av det svenska dansbandet Thorleifs. Producent var Lasse Westmann, inspelningen skedde i KMH Studios, Stockholm. Titellåten fick som mest 677 poäng när den låg etta, på Svensktoppen, vilket då var rekord, för en Svensktoppsetta.

## Låtlista
1. "Med dej vill jag leva"
2. "Inga mörka moln"
3. "Jag dansar med en ängel"
4. "Andante, Andante"
5. "Ingen får mig att längta som du"
6. "Gabrielle"
7. "The Night Has a Thousand Eyes"
8. "Det är aldrig för sent"
9. "Bara en dröm"
10. "Galen i dej"
11. "Lätta bubblor" ("I'm Forever Blowing Bubbles")
12. "Jag vill ge dig en sång"
13. "Då vänder jag hemåt"
14. "Jag är kär" ("I'm in Love for the Very First Time")
15. "Då klappar hjärtan"

### Fotnoter
1. ↑  ”Danswebb”. Arkiverad från originalet den 25 maj 2012. http://archive.is/2012.05.25-151118/http://www.dans-web.nu/skivor/index.php?pid=view&ref_cd=466. Läst 9 juni 2011.